# Capsus wagneri
Capsus wagneri is een wants uit de familie van de blindwantsen (Miridae). De soort werd het eerst wetenschappelijk beschreven door Adolf Remane in 1950.

## Uiterlijk
De redelijk ovale, volledig zwarte wants is altijd langvleugelig en kan 5,5 tot 6,5 mm lang worden. De pootjes zijn meestal zwart maar hebben soms in het midden van de schenen een lichte ring.
Soms zijn de pootjes ook roodbruin met uitzondering van het laatste deel van de schenen en tarsi. De antennes zijn ook voornamelijk zwart. Het tweede segment is verdikt, het derde segment is aan het begin lichter. De soort lijkt sterk op Capsus ater maar bij deze soort is het tweede antennesegment meer verdikt. Ook lijkt Capsus wagneri op de andere Nederlandse Capsus-soort, Capsus pilifer. Die leeft echter uitsluitend op pijpenstrootje (Molinia caerulea) en heeft een slecht zichtbare lichte ring op de pootjes, ter hoogte van de knie.

## Leefwijze
Na overwintering als eitje zijn de volwassen wantsen waar te nemen van mei tot september op hoge grassoorten zoals hennegras (Calamagrostis canescens), rietgras (Phalaris arundinacea) en duinriet (Calamagrostis epigejos). De soort kent één generatie per jaar.

## Leefgebied
De soort komt algemeen voor in vochtige graslanden in het binnenland van Nederland en heeft een Palearctisch verspreidingsgebied van Europa tot Oost-Azië.